# Parque oceánico de Manila
El Parque oceánico de Manila es un oceanario en la ciudad de Manila, la capital del país asiático de Filipinas. Es propiedad de China Oceanis Philippines Inc, una filial de China Oceanis Inc, una empresa registrada en Singapur que ha operado cuatro oceanarios en China. Está situado detrás del Parque Rizal. Fue inaugurado el 1 de marzo de 2008. En términos de superficie, posee 8.000 metros cuadrados (86.000 pies cuadrados) por lo que es mayor que el oceanario Mundo Submarino de Sentosa en Singapur, y cuenta con túnel acrílico bajo el agua de unos de 25 metros (82 pies).